# Yetzirah

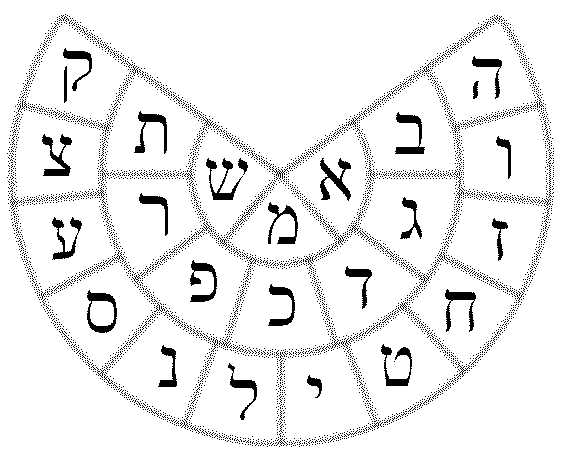
Ruota dello Yetzirah

Yetzirah (noto anche come Olam Yetsirah, עולם יצירה in ebraico) è il terzo dei Quattro Mondi nell'Albero della Vita cabalistico, dopo Atziluth e Beri'ah, conosciuto anche come il "Mondo della Formazione".
"Yetzirah" come "Fare" è opposto a "Bri'ah" come "Creare": in verità significa prendere tutta la materia che è stata creata nel "Briah" e plasmarla negli elementi di base.

## Associazioni non canoniche ebraiche

Semi di Spade, associati a Yetzirah nei Tarocchi.

Nell'ambito dell'esoterismo occidentale, le differenti Sefirot in questo Mondo sono associate agli angeli e, nei Tarocchi occulti viene associato ai semi di spade. Nel diagramma dell'Albero della Vita, il Mondo Yetzirah viene associato alle Sefirot Chesed, Geburah, Tiphareth, Hod, Netzach e Yesod.  Insieme, le sei Sefirot sono note come le Microprosopus ("Zein Anpin") noto anche come "Volto Minore" o 'Piccola Faccia".  In questo senso, si mette in contrasto con Macroprosopus.